# Turn Around (5, 4, 3, 2, 1)
"Turn Around (5, 4, 3, 2, 1)" é um single do cantor Flo Rida lançado no começo de novembro de 2010 e que, já alcançou as paradas da Bélgica, Austrália, Finlândia, entre outros. Seu clipe foi gravado no Rio de Janeiro.